# Француска окупација Москве
Grande Armée француског цара Наполеона Бонапарте окупирала је Москву од 14. септембра до 19. октобра 1812. током Наполеонових ратова. Означио је врх француске инвазије на Русију. Током окупације, која је трајала 36 дана, град је опустошио пожар и Наполеон је наредио систематско пљачкање цркава како би се његов ратни сандук напунио сребром.
Наполеонова инвазија на Русију почела је 24. јуна 1812. године, а до јесени је знатно напредовао. Француском победом у Бородинској бици 7. септембра отворен је пут за Москву. Противничка руска војска под командом Михаила Кутузова претрпела је велике губитке и одлучила се да се повуче. Уследила је недеља блиских бекстава руске војске. Наполеон и Кутузов су чак спавали на истом кревету у имању Болшији Вјазјоми у размаку од само једне ноћи, док су Французи јурили Русе. Наполеон и његова војска ушли су у Москву 14. септембра. На Наполеоново изненађење, Кутузов је напустио град и он је пао без борбе. Стотине хиљада цивила побегло је заједно са руском војском која се повлачила, остављајући град скоро празан.
Заузимање града била је празна победа за Французе, пошто су Руси — највероватније по наређењу гувернера Фјодора Ростопчина запалили већи део града у тактици спаљене земље (иако је узрок пожара споран). Четири дана до 18. септембра град је горио. Французи, који су намеравали да опљачкају град ради снабдевања, сада су били дубоко на непријатељској територији без адекватне хране како се приближавала зима. Французи су темељно опљачкали оно што није изгорело, укључујући и пљачку цркава. Француску беду је погоршао герилски рат козака против француских залиха и тотални рат сељака. Ова врста рата на исцрпљивање ослабила је француску војску на њеној најрањивијој тачки: логистици.
Дана 19. октобра, након губитка битке код Тарутина, Наполеон и његова Grande Armée, полако ослабљен ратом на исцрпљивање против њега, без залиха и суочен са првим снегом, добровољно је напустио град и кренуо на југ све док битка код Малојарославца није зауставила напредовање. Французи који су се повлачили запалили су још једну ватру у граду и дигли у ваздух споменике. Руси су поново заузели град 19. октобра и угушили нереде и пљачку сељака. Уништење града је било значајно: било је потребно више од пола века да се врати предратно становништво.

## Позадина
Руска војска фелдмаршала Михаила Кутузова претрпела је велике губитке у бици код Бородина 7. септембра 1812. Пре зоре 8. септембра, Кутузов је наредио повлачење из Бородина на исток да би сачувао војску. Улогорили су се испред Можајска. 10. септембра главни део руске војске налазио се у Болшој Вјазјоми, у чијој је властелинској кући Кутузов преноћио — спавајући на софи у библиотеци. Руски извори сугеришу да је Кутузов написао низ наређења и писама Фјодору Ростопчину о спасавању града или војске. Дана 11. септембра Наполеон је писао маршалу Виктору да пожури у Москву, забринут због већ огромних губитака које је његова огромна војска претрпела као резултат Барклијевог и Кутузовљевог рата против Наполеона. 12 септембар [по јулијанском 31 август] 1812.    главне снаге Кутузова напустиле су село, сада Голицино, и логоровале у близини Одинтсова, 20 км западно. Пратили су их Мортије и претходница Жоашена Мире. Дана 12. септембра, Бонапарта, који је патио од прехладе и изгубио глас, спавао је у главном дворцу Болшији Вјазјоми — на истој софи у библиотеци коју је Кутузов имао претходне ноћи. Дана 13. септембра Наполеон је напустио дворац и кренуо на исток. Наполеон и Пониатовски су такође логоровали близу Одинтсова и позвали Миру на вечеру. После подне команданти руске војске састали су се у селу Фили код Москве. После дуге расправе, Кутузов је следио савет Карла Тола да се повуче на југ, што је довело до битке код Малојарославца са појачаном руском војском.

## Французи улазе у Москву
Генерал Михаил Милорадович, командант руске позадинске гарде, био је забринут због распореда војске; простирала се преко Москве, оптерећена великим бројем рањеника и бројним конвојима. Милорадович је послао капетана Фјодора Акинфова, лајб-гарде Хусарског пука, да отвори преговоре са маршалом Жоашеном Миром, командантом француске авангарде. Акинфов ће предати ноту коју је потписао пуковник Пајсиј Кајсаров, дежурни генерал Генералштаба руске армије, у којој се наводи да су „рањеници који су остали у Москви поверени човечанству француских трупа“.
Акинфов је такође требало да одложи тако што ће остати у француском логору што је дуже могуће.
Ујутро 14. септембра, Акинфов и трубач из Милорадовичевог конвоја стигли су на француску линију баш када су Французи настављали напад са коњицом. Примио их је пуковник Клеман Луј Елион де Вилнев, из 1. коњско-јегерског пука, који је послао Акинфова генералу Хорацију Франсоа Бастијену Себастијану, команданту II коњичког корпуса. Себастианијева понуда да достави ноту је одбијена; Акинфов је рекао да му је наређено да Миру лично уручи белешку и вербалну поруку. Руска делегација је упућена Миру.
У почетку је Мира одбио компромис. На белешку је одговорио да је „узалудно поверити болесне и рањене великодушности француских трупа; Французи у заробљеним непријатељима више не виде непријатеље“. Надаље, Мира је рекао да само Наполеон може зауставити офанзиву и послао је Русе у сусрет цару. Међутим, Мира се брзо предомислио и опозвао делегацију, рекавши да је спреман да прихвати Милорадовичеве услове да спасе Москву тако што ће напредовати „тихо“ као и Руси, под условом да Французима буде дозвољено да заузму град истог дана. Мира је такође замолио Акинфова, рођеног из Москве, да убеди становнике града да остану мирни како би избегли одмазду.
Пре одласка, Кутузов је натерао Ростопчина да уништи већину московских залиха у оквиру стратегије спаљене земље ; ово је била другачија акција од чувеног паљења Москве које ће касније уништити град.
Grande Armée почео је да улази у Москву поподне 14. септембра, у понедељак, за петама руске војске у повлачењу. Коњица француске авангарде наишла је на козаке из руске позадинске гарде; туче није било, а постојало је међусобно поштовање. У 14:00 Наполеон је стигао на Поклонну гору, 3 миље од граница Москве 1812. У његовој пратњи је била француска претходница, распоређена у борбене формације по Мириним наређењима. Наполеон је чекао пола сата; када није било руског одговора, наредио је да се испали топ да сигнализира напредовање града. Французи су брзо напредовали. Пешадија и артиљерија су почели да улазе у Москву. Француске трупе су се поделиле пред Дорогомиловском капијом да уђу у град кроз друге капије.
Наполеон се зауставио код градских зидина, бедема Камер-Колежског, око 15 минута удаљен од Дорогомиловске капије, да сачека делегацију из Москве. Десет минута касније, један младић је рекао Французима да су град напустили руска војска и становништво. Вест је дочекала збуњеност, а потом малодушност и туга. Тек сат времена касније Наполеон је наставио своју поворку у град, праћен првом француском коњицом у Москву. Прошао је Дорогомиловску Јамску Слободу и зауставио се на обали реке Москве. Авангарда је прешла реку; пешадија и артиљерија су користили мост, док је коњица прешла у форд. На супротној обали војска се разбила у мале стражарске одреде дуж обале и улица.
Наполеон је наставио даље са својом великом пратњом. Претходила су га два ескадрона коњске страже на удаљености од стотину хвати, а његова униформа била је строга у поређењу са онима око њега. Улице су биле пусте. У улици Арбат, Наполеон је видео само фармацеута и његову породицу који су на штанду пазили на рањеног француског генерала. На Боровичкој капији Кремља, Наполеон је са подсмехом рекао за зидове: „Какав застрашујући зид!“.
Према савременим извештајима, Наполеон је наредио да Руси достављају храну Кремљу — без обзира на пол, године или немоћ — уместо коњима; ово је био одговор на равнодушност према којој су се Руси односили према његовом доласку. Према историчару Александру Мартину, Московљани су углавном напустили град, а не прихватили окупацију, тако да је већи део града био празан када су Французи стигли, а још више Московљана би отишло док су Французи остали тамо и било где од 6.000 до 10.000 је остало у граду ; поред њих остало је још око 10.000 до 15.000 рањених и болесних руских војника. Поређења ради, израчунато је да град има више од 270.000 становника: полицијска анкета с почетка 1812. године показала је 270.184 становника.
Учесталост пљачке француске војске и локалног становништва повећавала се како је окупација настављена. У почетку је пљачка била вођена богатством, али касније је то било за храну. Цивиле су убијале трупе. Покушаји француских команданата да одрже дисциплину нису успели и војници би отворено не послушали наређења својих официра; као такви, многи француски војници су учествовали у овим ратним злочинима, чак и они из елитне царске гарде који су се придружили својим друговима у пљачки и нападима на цивиле. Мештани су Французе понекад називали „паганима“ или „басурманима“, што је Французе приказивало као безбожнике, јер је француска војска систематски вршила скрнављење локалних цркава да би напунила Наполеонов ратни сандук.

## Московски пожар
Палеж се догодио око града када су Французи ушли 14. септембра. Французи су веровали да је гроф Фјодор Ростопчин, московски гувернер, наредио пожаре, и то је најшире прихваћена теорија; Штавише, Ростопчин је такође уклонио или онеспособио сву опрему за гашење пожара, што је онемогућило гашење пламена.  Јак ветар, који је почео у ноћи између 15. и 16. септембра и трајао више од једног дана, распирио је ватру широм града. Француски војни суд убио је до 400 грађана због сумње да су подметнули пожар.
Пожар је погоршао Наполеоново расположење, иако је био дубоко импресиониран и узнемирен руском политиком спаљене земље и изразио је шок и страх од њих. Један очевидац се присетио да је цар рекао следеће о пожару: "Какав ужасан призор! И они су то сами урадили! Толико палата! Какво невероватно решење! Какви људи! Ово су Скити !".
Коначно, интензитет ватре је приморао Наполеона да побегне из Кремља и да се пресели у палату Петровски рано ујутру 16. септембра, пошто је ватра окружила њега и његову пратњу. 
Историчар Јевгениј Тарле пише да су Наполеон и његова пратња путовали уз запаљени Арбат, а затим и релативно безбедне обале реке Москве.
Ватра беснела је до 18. септембра и уништила већи део Москве; пламен је наводно био видљив на 215 км, или 133 миље, далеко. Луиз Фусил, француска глумица, која је шест година живела у Русији, била је сведок пожара и износи детаље у својим мемоарима.

## Наполеон у Москви
Наполеон се вратио у Кремљ 18. септембра где је најавио своју намеру да остане у Москви преко зиме; веровао је да град и даље нуди боље објекте и намирнице. Наредио је одбрамбене припреме, укључујући утврђење Кремља и манастира који окружују град, и извиђање изван града. Наполеон је наставио да се бави државним пословима царства док је био у Москви.
У кући канцелара Николаја Румјанцева у улици Маросејка 17 формирано је општинско управно тело, Московска општина. Дулонг, трговац, изабран је да води тело; био је упућен од интенданта Лесепса да изабере филисте и трговце који ће му помоћи. 25 чланова општине тражили су храну у близини града, помагали сиромашнима и спасавали запаљене цркве. Чланови нису кажњени за сарадњу након окупације јер су били регрутовани. Французи су 12. октобра основали општинску полицију.
Наполеон је обилазио град и оближње манастире у скоро свакодневним боравцима. Дозволио је генералу Тутолмину, шефу московског сиротишта, да пише патрони царици Марији о условима ђака; замолио је и Тутолмина да своју жељу за миром саопшти цару Александру I. Тутолминов гласник је пуштен у Санкт Петербург 18. септембра преко француских линија. Наполеон је послао још два мировна предлога. Иван Јаковљев је био богат земљопоседник који је остао да брине о свом младом сину Александру Херцену и мајци; дозвољено му је да отпутује у Санкт Петербург писмом Француза Александру И. Последњи покушај је био 4. октобра, када је генерал Жак Лористон, предратни амбасадор у Русији, послат да разговара са Кутузовим у Тарутину . ; Кутузов је одбио да преговара, али је обећао да ће пренети предлоге Александра И. Наполеон није добио одговоре ни на један од предлога.
Неки совјетски историчари (на пример, Тарле) веровали су да је Наполеон разматрао укидање кметства како би извршио притисак на Александра И и руско племство. Окупација је изазвала одређене друштвене немире; било је случајева да су се кметови изјашњавали ослобођеним обавеза према својим властелинима — посебно оних који су пред бекством.

## Третман цркава
Црквама није била пружена посебна заштита. У некима су се налазиле штале, дрвене компоненте су коришћене као гориво, а другима су се топили златни и сребрни предмети. После окупације, Успенска катедрала Московског Кремља затворена је за јавност да би се сакрила штета.
Према другом извештају, гласине су преувеличале штету нанесену црквама јер је „већина катедрала, манастира и цркава претворена у стражарске касарне “ и „никоме није било дозвољено да уђе у Кремљ под Наполеоном“.. Руси су сакрили неке предмете пре него што су напустили град; Александар Шаховској пише: „У Чудотворном манастиру није било светиње Светог Алексеја, њу је изнела и сакрила руска побожност, као и мошти светог царевича Димитрија, а у гробу сам нашао само један памучни папир“.
Према Шаховској, једини случај скрнављења са намером да се увреди био је мртви коњ који је остављен на месту престола на олтару Казањске катедрале.

## Французи напуштају Москву
Било је немогуће адекватно обезбедити Grande Armée у спаљеном граду, са герилским ратовањем козака против француског снабдевања и тоталним ратом сељака против храњења. Овај рат је ослабио француску војску на њеној најрањивијој тачки, логистици, јер је претерала своје линије снабдевања. „Војска маршира на стомаку“, каже Риехн. Кампања за Санкт Петербург, званичну престоницу Русије, није долазила у обзир јер се зима приближавала. Борбена ефикасност главне француске војске била је додатно смањена недисциплином и нерадом. Дана 18. октобра, руске снаге генерала Бенигсена су победиле Мирову француске снаге на реци Чернишна у бици код Тарутина. 18. октобра у другој бици код Полоцка дошло је до новог француског пораза. Наполеон је коначно признао да неће бити мировног споразума.
Главна француска војска је 19. октобра почела да се креће дуж Старог Калушког пута. У Москви је остао само корпус маршала Едуарда Мортијеа ; Мортиер је био генерални гувернер града. Наполеон је намеравао да нападне и порази руску војску, а затим да избије у земљу без хране по намирнице; међутим, у недостатку залиха и видевши да је на Москву пао први снег, Французи су те исте ноћи добровољно напустили град. Такође те ноћи направио је логор у селу Троицк на реци Десни и наредио Мортијеу да уништи Москву и затим се поново придружи главној војсци.
Мортије је требало да запали винотеке, касарне и јавне зграде, затим град уопште, а затим Кремљ. Под зидине Кремља требало је ставити барут, који би експлодирао након што Французи напусте град. Било је само времена да се Кремљ делимично уништи. Кула Водовзводнаја је потпуно уништена, док су Николска, 1. Безиманска и Петровска кула, зид Кремља и део арсенала тешко оштећени. Експлозија је запалила Палату Фацета. Звоник Ивана Великог, највиша грађевина у граду, преживео је рушење готово неповређен, иако је оближња црква Васкрсења срушена.

## Последице
Напредовање француске војске према нетакнутој Калушкој губернији на југозападу довело је касније до битке код Малојарославца.

### Руси поново окупирају Москву
Коњичка авангарда руске војске, којом је командовао генерал Фердинанд фон Винцингероде, прва је поново ушла у град. Винтзингероде су заузеле Мортиерове трупе, а команда је пала на генерала Александра фон Бенкендорфа.
У извештају Ростопчину од 16. октобра од Ивашкина, начелника московске полиције, проценио је да је са улица уклоњено 11.959 људских и 12.546 лешева коња. По повратку у град, Ростопчин је најавио да пљачкаши могу да задрже своју робу, али да жртвама треба надокнадити штету. Према речима Владимира Гиљаровског, следеће недеље пијаца у близини Сухарјевске куле била је пуна опљачкане робе. Царски манифест од 30. августа 1814. даје амнестију за већину злочина почињених током инвазије.
Граду би са своје стране требало најмање пола века да буде потпуно обновљен и поново насељен на предратни ниво.